# Pluwiograf
Pluwiograf – urządzenie do automatycznego ciągłego pomiaru opadów, rejestrujące ich ilość, czas trwania i natężenie. Wyróżnia się pluwiografy: pływakowy, w którym w naczyniu znajduje się pływak, wskazujący stan napełnienia oraz wywrotkowy.

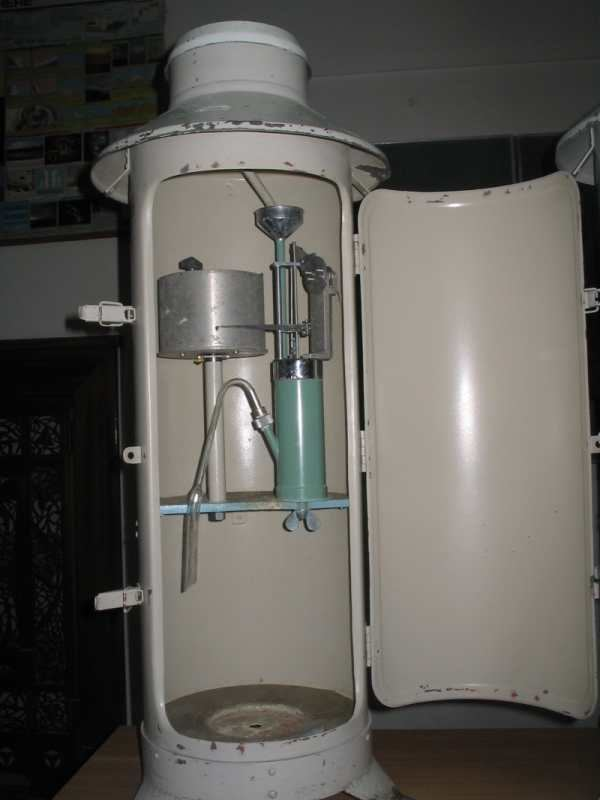
Pluwiograf pływakowy

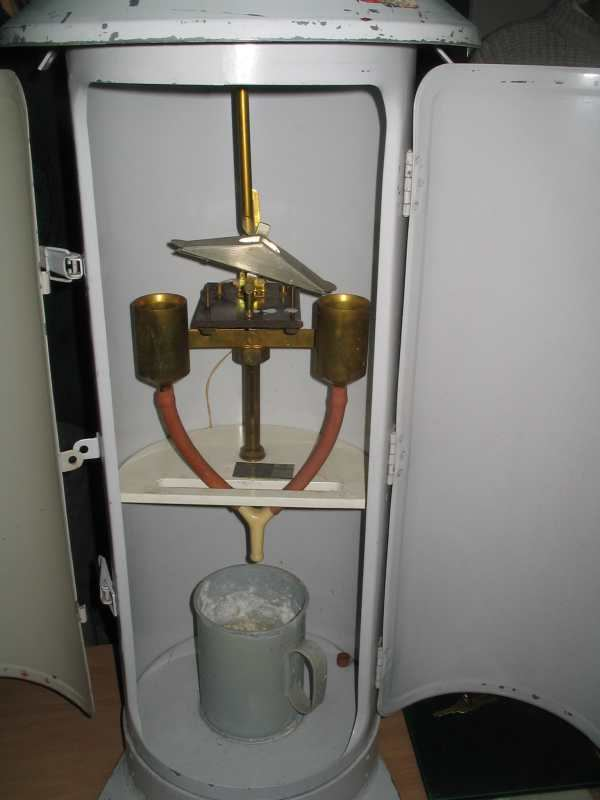
Pluwiograf elektroniczny - wywrotkowy

## Budowa
- powierzchnia zbierająca opad
- lejek z rurką odprowadzający wodę do komory pływakowej
- komora pływakowa z pływakiem wewnątrz,
- lewar odprowadzający wodę do naczynia kontrolnego,
- pręt pływaka z ramieniem i piórkiem
- bęben rejestracyjny z nałożonym paskiem papieru,
- kontrolne naczynie na wodę opadową
- osłona

Stosuje się również pluwiografy elektroniczne zliczające impulsy elektryczne generowane przez wpadającą do pluwiografu wodę